# Otto Kroy

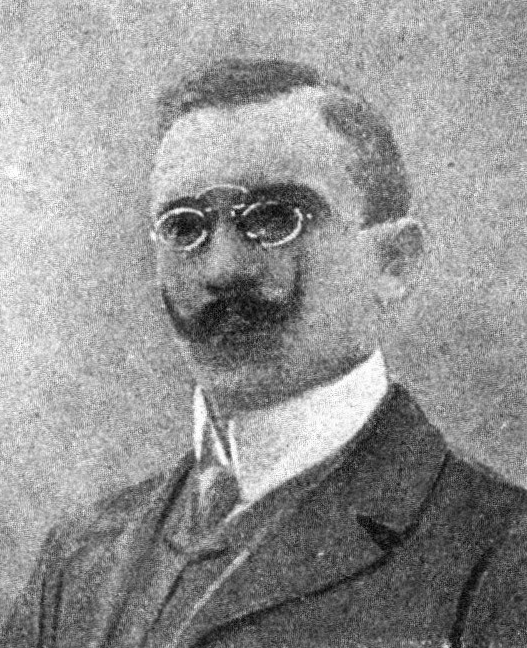
Otto Kroy (antes de 1908)

Otto Kroy (16 de noviembre de 1874 en Libochowan, Bohemia; 16 de noviembre de 1937 en Viena) fue un político austriaco miembro del Partido Radical Alemán y funcionario ferroviario. Fue miembro de la Asamblea Nacional Provisional entre 1918 y 1919.

## Vida
Kroy cursó estudios secundarios en Leitmeritz y trabajó como inspector jefe de los Ferrocarriles Estatales en Schreckenstein, en Ústí nad Labem. Fue el primer presidente de la Reichsbund deutscher Eisenbahner en Austria, la organización central de funcionarios, empleados y trabajadores alemanes de los ferrocarriles austriacos. También trabajó como editor de la organización «Der deutsche Eisenbahner». Kroy se presentó a las  elecciones del Reichsrat de 1907 por el Partido Radical Alemán en la circunscripción de Oberleutensdorf-Görkau-Eidlitz (Bohemia 85) y logró una mayoría relativa en la primera vuelta con el 36% de los votos. En la segunda vuelta, finalmente se impuso con cerca del 53% al socialdemócrata Franz Ebert. Posteriormente fue miembro del Comité de Ferrocarriles y del Comité de Seguridad Social. Kroy defendió con éxito su escaño en las elecciones al Reichsrat de 1911. Obtuvo el 44% de los votos en la primera vuelta y pudo vencer al candidato socialdemócrata en la segunda vuelta con cerca del 53%. Tras el colapso de la monarquía de los Habsburgo, Kroy fue miembro de la Asamblea Nacional Provisional entre 1918 y 1919, donde perteneció a la Asociación Nacional Alemana (Partido Radical Alemán).
Kroy fue enterrado el 20 de noviembre de 1937 en el Cementerio Central de Viena (Grupo 3, Fila 10, Número 31).

## Literatura
- Fritz Freund: La Cámara de Representantes de Austria. Manual biográfico-estadístico, 1907 - 1913, XI. período legislativo (XVIII sesión). Wiener Verlag, Viena, Leipzig 1907, pág. 394
- Fritz Freund: La Cámara de Representantes de Austria. Manual biográfico-estadístico, 1911 - 1917, XII. período legislativo. Editorial Dr. Rudolf Ludwig, Viena, pág. 322
- Actas taquigráficas de la Cámara de Representantes del Consejo Imperial (sesiones 18., 19., 20., 21. y 22.) en ALEX - Historische Rechts- und Gesetzestexte Online (composición de las comisiones, discursos, mociones, etc.)